# Кюэбри
Кюэбри (фр. Cuébris) — коммуна на юго-востоке Франции в регионе Прованс — Альпы — Лазурный берег, департамент Приморские Альпы, округ Ницца, кантон Ванс. До марта 2015 года коммуна административно входила в состав упразднённого кантона Рокестерон (округ Ницца).
Площадь коммуны — 23,1 км², население — 198 человек (2006) с тенденцией к снижению: 122 человека (2012), плотность населения — 5,3 чел/км².

## Население
Население коммуны в 2011 году составляло — 126 человек, а в 2012 году — 122 человека.
| 1962 | 1968 | 1975 | 1982 | 1990 | 1999 | 2006 | 2011 | 2012 |
| ---- | ---- | ---- | ---- | ---- | ---- | ---- | ---- | ---- |
| 78   | 63   | 91   | 140  | 179  | 180  | 198  | 126  | 122  |

Динамика численности населения:

## Экономика
В 2010 году из 104 человек трудоспособного возраста (от 15 до 64 лет) 63 были экономически активными, 41 — неактивными (показатель активности 60,6 %, в 1999 году — 58,4 %). Из 63 активных трудоспособных жителей работали 50 человек (26 мужчин и 24 женщины), 13 числились безработными (6 мужчин и 7 женщин). Среди 41 трудоспособных неактивных граждан 5 были учениками либо студентами, 18 — пенсионерами, а ещё 18 — были неактивны в силу других причин.
На протяжении 2010 года в коммуне числилось 63 облагаемых налогом домохозяйства, в которых проживало 108,0 человек. При этом медиана доходов составила 13 тысяч 115 евро на одного налогоплательщика.